# Dorit Abusch
Dorit Abusch (* 1955 in Tel Aviv) ist eine israelische Autorin, Sprachwissenschaftlerin mit dem Schwerpunkt Semantik und Professorin der Linguistik an der Ivy-League-Universität Cornell University.

## Leben
Dorit Abusch studierte an der Universität von Tel Aviv Philosophie, Literatur und Linguistik und an der University of Massachusetts Philosophie. In Massachusetts erreichte sie den Titel eines Ph.D. (Doctor of Philosophy in the Arts and Sciences). Von 1985 bis 1990 lehrte Dorit Abusch in Kalifornien, Texas und New York. Von 1990 bis 2000 arbeitete sie als Linguistin an der Universität Stuttgart und der Universität Tübingen, wo sie von 1997 bis 2000 unter der Leitung von Professor Arnim von Stechow am DFG-Project: Vergleich und Synthese von DRT, LSF und TLF mitarbeitete. Sie ist Professorin für Linguistik an der Cornell University.
Dorit Abusch veröffentlicht seit 1974 Gedichte, Erzählungen und Romane.

## Werke (Auswahl)

### Belletristik
- Tzel Aroch Rashum Be-Gir (englischer Titel: Long Shadow Drawn in Chalk), Poesie und Erzählungen, Achshav, 1979
- hebräisch הדים ורוחות : סיפורים Hedim Ve-Ruchot (englischer Titel: Sounds and Spirits) Erzählungen, Hakibbutz Hameuchad, 1984
- Kol Sheni (englischer Titel: Second Voice), zwei kurze Romane (englische Titel: House of Friends und The Ventriloquist), Hakibbutz Hameuchad / Siman Kriah, 1990
- Ha-Yored (englischer Titel: Fallen Man), Roman, Gvanim, 1996, ISBN 978-9654111935
- Lev Meshugam (englischer Titel: Crazy Heart), Roman, Hakibbutz Hameuchad, 2007

### Sachbücher
- On verbs and time. Dissertation, University of Massachusetts Amherst, 1985[2]

### Forschungsbeiträge
- Verbs of Change, Causation, and Time, Center for the Study of Language and Information, Stanford University, 1986
- Generalizing tense semantics for future contexts, Universität Stuttgart, 1997
- Epistemic NP modifiers, Universität Stuttgart, 1997, mit Mats Rooth
- Presupposition Triggering from Alternatives, 2009, veröffentlicht in Journal of Semantics, 2010, 27(1), S. 37 bis 80.[3]